# 西隆州
西隆州，清朝时设置的州。
康熙五年（1666年）改安隆长官司置，治所在今广西壮族自治区隆林各族自治县西，寻移治今隆林各族自治县。属思恩府。六年移治今隆林各族自治县东南扁牙，后又迁治今隆林各族自治县东南、田林县西北之旧州。雍正十二年（1734年）升为西隆直隶州，属广西省。乾隆时又治今隆林各族自治县（新州镇），七年（1742年）降属泗城府。辖境相当今广西壮族自治区隆林各族自治县地。1912年改为西隆县。